# Josip Weber
Josip Weber (Slavonski Brod, 16 novembre 1964 – Slavonski Brod, 8 novembre 2017) è stato un calciatore croato naturalizzato belga, di ruolo attaccante.
È scomparso nel 2017 all'età di 52 anni a seguito di un tumore della prostata.

## Statistiche

### Cronologia presenze e reti in nazionale

#### Croazia
| Cronologia completa delle presenze e delle reti in nazionale ― Croazia | Cronologia completa delle presenze e delle reti in nazionale ― Croazia | Cronologia completa delle presenze e delle reti in nazionale ― Croazia | Cronologia completa delle presenze e delle reti in nazionale ― Croazia | Cronologia completa delle presenze e delle reti in nazionale ― Croazia | Cronologia completa delle presenze e delle reti in nazionale ― Croazia | Cronologia completa delle presenze e delle reti in nazionale ― Croazia | Cronologia completa delle presenze e delle reti in nazionale ― Croazia |
| Data                                                                   | Città                                                                  | In casa                                                                | Risultato                                                              | Ospiti                                                                 | Competizione                                                           | Reti                                                                   | Note                                                                   |
| ---------------------------------------------------------------------- | ---------------------------------------------------------------------- | ---------------------------------------------------------------------- | ---------------------------------------------------------------------- | ---------------------------------------------------------------------- | ---------------------------------------------------------------------- | ---------------------------------------------------------------------- | ---------------------------------------------------------------------- |
| 5-7-1992                                                               | Melbourne                                                              | Australia                                                              | 1 – 0                                                                  | Croazia                                                                | Amichevole                                                             | -                                                                      | 68’                                                                    |
| 8-7-1992                                                               | Adelaide                                                               | Australia                                                              | 3 – 1                                                                  | Croazia                                                                | Amichevole                                                             | 1                                                                      |                                                                        |
| 12-7-1992                                                              | Sydney                                                                 | Australia                                                              | 0 – 0                                                                  | Croazia                                                                | Amichevole                                                             | -                                                                      |                                                                        |
| Totale                                                                 |                                                                        | Presenze                                                               | 3                                                                      |                                                                        | Reti                                                                   | 1                                                                      |                                                                        |

#### Belgio
| Cronologia completa delle presenze e delle reti in nazionale ― Belgio | Cronologia completa delle presenze e delle reti in nazionale ― Belgio | Cronologia completa delle presenze e delle reti in nazionale ― Belgio | Cronologia completa delle presenze e delle reti in nazionale ― Belgio | Cronologia completa delle presenze e delle reti in nazionale ― Belgio | Cronologia completa delle presenze e delle reti in nazionale ― Belgio | Cronologia completa delle presenze e delle reti in nazionale ― Belgio | Cronologia completa delle presenze e delle reti in nazionale ― Belgio |
| Data                                                                  | Città                                                                 | In casa                                                               | Risultato                                                             | Ospiti                                                                | Competizione                                                          | Reti                                                                  | Note                                                                  |
| --------------------------------------------------------------------- | --------------------------------------------------------------------- | --------------------------------------------------------------------- | --------------------------------------------------------------------- | --------------------------------------------------------------------- | --------------------------------------------------------------------- | --------------------------------------------------------------------- | --------------------------------------------------------------------- |
| 4-6-1994                                                              | Bruxelles                                                             | Belgio                                                                | 9 – 0                                                                 | Zambia                                                                | Amichevole                                                            | 5                                                                     |                                                                       |
| 8-6-1994                                                              | Bruxelles                                                             | Belgio                                                                | 3 – 1                                                                 | Ungheria                                                              | Amichevole                                                            | 1                                                                     | 74’                                                                   |
| 19-6-1994                                                             | Orlando                                                               | Belgio                                                                | 1 – 0                                                                 | Marocco                                                               | Mondiali 1994 - 1º turno                                              | -                                                                     | 85’                                                                   |
| 25-6-1994                                                             | Orlando                                                               | Belgio                                                                | 1 – 0                                                                 | Paesi Bassi                                                           | Mondiali 1994 - 1º turno                                              | -                                                                     |                                                                       |
| 29-6-1994                                                             | Washington                                                            | Belgio                                                                | 0 – 1                                                                 | Arabia Saudita                                                        | Mondiali 1994 - 1º turno                                              | -                                                                     | 54’                                                                   |
| 2-7-1994                                                              | Chicago                                                               | Belgio                                                                | 2 – 3                                                                 | Germania                                                              | Mondiali 1994 - Ottavi di finale                                      | -                                                                     |                                                                       |
| 7-9-1994                                                              | Anderlecht                                                            | Belgio                                                                | 2 – 0                                                                 | Armenia                                                               | Qual. Euro 1996                                                       | -                                                                     |                                                                       |
| 12-10-1994                                                            | Copenaghen                                                            | Danimarca                                                             | 3 – 1                                                                 | Belgio                                                                | Qual. Euro 1996                                                       | -                                                                     |                                                                       |
| Totale                                                                |                                                                       | Presenze                                                              | 8                                                                     |                                                                       | Reti                                                                  | 6                                                                     |                                                                       |

## Palmarès

### Club

#### Competizioni nazionali
- Coppa di Jugoslavia: 1

Hajduk Spalato: 1986-1987
- Campionato belga: 1

Anderlecht: 1994-1995
- Supercoppa del Belgio: 1

Anderlecht: 1995

### Individuale
- Capocannoniere del campionato belga: 3

1991-1992 (26 gol), 1992-1993 (31 gol), 1993-1994 (31 gol)